# Kommissionen Jenkins
Kommissionen Jenkins är den EU-kommission som var i tjänst mellan den 6 januari 1977 och 5 januari 1981. Den bestod av en ordförande, Roy Jenkins, och tolv andra kommissionärer.  Den efterträdde kommissionen Ortoli och ersattes 1981 av kommissionen Thorn.
Den främsta förändringen som kommissionen Jenkins åstadkom var utvecklandet av Ekonomiska och monetära unionen (EMU) 1977, som var det första steget i utvecklingen av den gemensamma valutan euro.

## Ordförande
Roy Jenkins utsågs till ordförande för en tvåårsperiod i samband med att kommissionen tillsattes. Hans mandat förnyades efter två år för kommissionens resterande mandatperiod.

## Kommissionärer
Claude Cheysson, Guido Brunner, Cesidio Guazzaroni och Raymond Vouel utsågs till kommissionsledamöter den 19 april 1973, den 12 november 1974, den 12 juli 1976 respektive den 19 juli 1976.
| Ordförande                                                    |  | Roy Jenkins            | Socialist   | Storbritannien |  |  |  |  |  |  |
| Skatter, konsumtion och transport                             |  | Richard Burke          | Konservativ | Irland         |  |  |  |  |  |  |
| Utrikesrelationer samt vice president                         |  | Wilhelm Haferkamp      | Socialist   | Västtyskland   |  |  |  |  |  |  |
| Energi, forskning och vetenskap                               |  | Guido Brunner          | Liberal     | Västtyskland   |  |  |  |  |  |  |
| Konkurrens                                                    |  | Raymond Vouel          | Socialist   | Luxemburg      |  |  |  |  |  |  |
| Inre marknad, tullunionen och industri                        |  | Étienne Davignon       | Konservativ | Belgien        |  |  |  |  |  |  |
| Arbets- och socialfrågor samt vice ordförande                 |  | Henk Vredeling         | Socialist   | Nederländerna  |  |  |  |  |  |  |
| Jordbruk och fiskeri                                          |  | Finn Olav Gundelach    | Socialist   | Danmark        |  |  |  |  |  |  |
| Ekonomiska och finansiella frågor samt vice ordförande        |  | François-Xavier Ortoli | Konservativ | Frankrike      |  |  |  |  |  |  |
| Tillväxt och utveckling                                       |  | Claude Cheysson        | Socialist   | Frankrike      |  |  |  |  |  |  |
| Regionalpolitik                                               |  | Antonio Giolitti       | Socialist   | Italien        |  |  |  |  |  |  |
| Utvidgning, miljö och kärnkraftssäkerhet samt vice ordförande |  | Lorenzo Natali         | Konservativ | Italien        |  |  |  |  |  |  |
| Budget och finansiell kontroll                                |  | Christopher Tugendhat  | Konservativ | Storbritannien |  |  |  |  |  |  |

### Summering: Politisk tillhörighet
| politisk tillhörighet | antal kommissionärer |
| --------------------- | -------------------- |
| Konservativ           | 5 (fem)              |
| Liberal               | 1 (en)               |
| Socialist             | 7 (sju)              |